# Pompeo Colonna
Pompeo Colonna (Roma, 12 de mayo de 1479 - Nápoles, 28 de junio de 1532) fue un militar y eclesiástico italiano. 
Nacido en el seno del ilustre linaje de los Colonna y educado en la vida militar, formó parte de la condotta de su tío Prospero durante los primeros años de las guerras italianas, pero a instancias de la familia dejó la carrera de las armas para tomar los hábitos eclesiásticos. 
Fue nombrado obispo de Rieti por Julio II, creado cardenal por León X, legado papal en tiempos de Adriano VI y vicecanciller de la Iglesia en los de Clemente VII, aunque su carácter impulsivo, sus ambiciones al pontificado y su tendencia filoimperial le llevaron al enfrentamiento abierto con este último. 
Protagonista principal del asalto a la Ciudad del Vaticano de 1526 y destacado actor del saqueo de Roma del año siguiente, sirvió fielmente al emperador Carlos V hasta terminar sus años como arzobispo de Monreale y virrey de Nápoles.

## Biografía

### Familia y primeros años
| En campo de gules, una columna, de plata, con base y capitel, de oro, surmontada de una corona, del mismo metal. |

Al margen de las leyendas que pretenden hacer a los Colonna descendientes de Hércules, de Trajano, de Cayo Mario, de Octavio Augusto, de los condes de Túsculo o de los reyes de Francia, 
y de las dudosas noticias que hablan de su relevancia al menos desde el siglo IX, hay constancia fiable de su presencia en Italia desde los primeros años del XII.
De tendencia gibelina y bien relacionada con los reyes de Aragón y Sicilia, en los tiempos en que nació Pompeo la familia ya había dado a la Iglesia diez cardenales y un papa, sin contar numerosos obispos y arzobispos, e igualmente se había destacado en la vida política y militar italianas. Sus feudos incluían Palestrina, Zagarolo, Colonna, Capranica, el Mausoleo de Augusto y Montecitorio, además de algunos derechos en otras villas y fortalezas.
Pompeo fue el quinto hijo de Girolamo Colonna, que fue príncipe de Salerno, y de Vittoria Conti.  Por la rama paterna su abuelo Antonio († 1471) había sido prefecto de Roma 
y hermanos de éste habían sido el cardenal Prospero († 1463) y el conde de Alba Odoardo († 1485), 
Cuando tenía tres años su padre fue asesinado en una escaramuza entre güelfos y gibelinos;  su madre contrajo nuevas nupcias con Baldassarre Zambeccari, patricio de Bolonia, mientras Pompeo y sus hermanos varones fueron educados en Monte Compatri bajo la protección de su tío Prospero, reputado condottiero, que junto con su otro tío Giovanni, cardenal de Santa Maria in Aquiro desde 1480, encabezaban ahora la familia.

### Vida militar

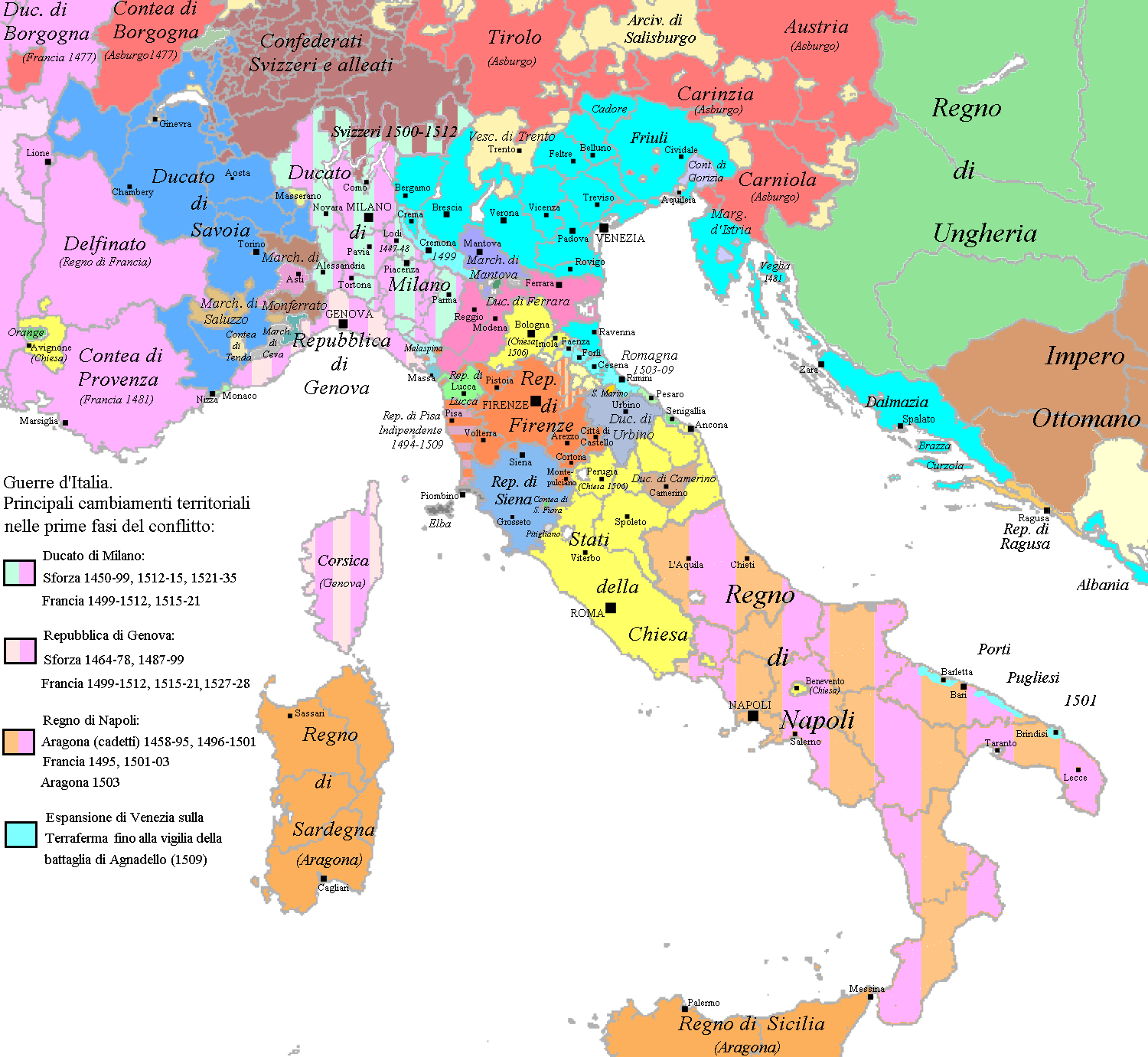
Italia, 1495-1535.

Inclinado desde joven a la carrera de las armas, la Italia de su época era el escenario perfecto para su ascenso en la vida militar: en 1494 Carlos VIII de Francia intentó hacer valer los derechos que por su ascendencia genealógica le correspondían para ocupar el reino de Nápoles, iniciando la primera guerra de Nápoles (1494-98), en la que resultó derrotado por la liga formada por Milán, Venecia, el Sacro Imperio Romano Germánico, España y los Estados Pontificios, mientras el mosaico de estados en que estaba dividida la península se enfrentaban entre sí. 
La primera acción bélica relevante de Pompeo fue su participación en la batalla de Palombara que enfrentó en 1498 a los Colonna con los Orsini. Tras el acuerdo de paz pactado ese mismo año entre las dos familias acompañó a su tío a la corte de Federico I de Nápoles. Allí se encontraba cuando comenzó la segunda guerra italiana: Luis XII de Francia invadió por la fuerza Milán con la ayuda de Venecia y del papa Alejandro VI, mientras el hijo de éste, César Borgia, avanzaba por la Romaña. 
En el verano de 1501 estallaba la Guerra de Nápoles: las fuerzas francesas comandadas por Bérault Stuart d'Aubigny atacaban el reino por el norte, y las españolas que dirigía Gonzalo Fernández de Córdoba entraban por el sur, mientras que con la excusa de su alianza con los turcos, el papa dictaba la deposición de Federico I, que con la única ayuda de los Colonna, poco pudo hacer militarmente; en octubre el rey napolitano y la mayor parte de los Colonna quedaban como rehenes de Francia, y el papa dictaba una bula en la que excomulgaba a la familia (excepto al cardenal Giovanni) y les privaba de sus bienes, que pasaban a sus nepotes Giovanni y Rodrigo.
El año siguiente los españoles pagaban el rescate de los Colonna, que entraban a su servicio en la guerra. Habiendo cambiado el curso de la misma, ahora se enfrentaban franceses contra españoles, y Pompeo se distinguió asistiendo como escudero de Giovanni Capoccio en el famoso desafío de Barletta y batallando a las órdenes de Fabrizio Maramaldo en Ceriñola y el Garellano. 
Con el ascenso al pontificado de Julio II y la victoria de sus aliados españoles en 1504, los Colonna volvían a figurar en la vida política del país: el nuevo papa les restituyó sus bienes y casó a su sobrina Lucrecia con Marcantonio, hermano de Pompeo; el tío Giovanni volvió de su exilio en Sicilia para retomar su puesto en la Curia; el rey Fernando II de Aragón concedió a Prospero el señorío de Fondi y Traetto.
En esta época Pompeo tuvo al menos dos hijos naturales: Giovanni y Cornelia, que posteriormente fueron legitimados por Carlos V y Clemente VII, respectivamente.

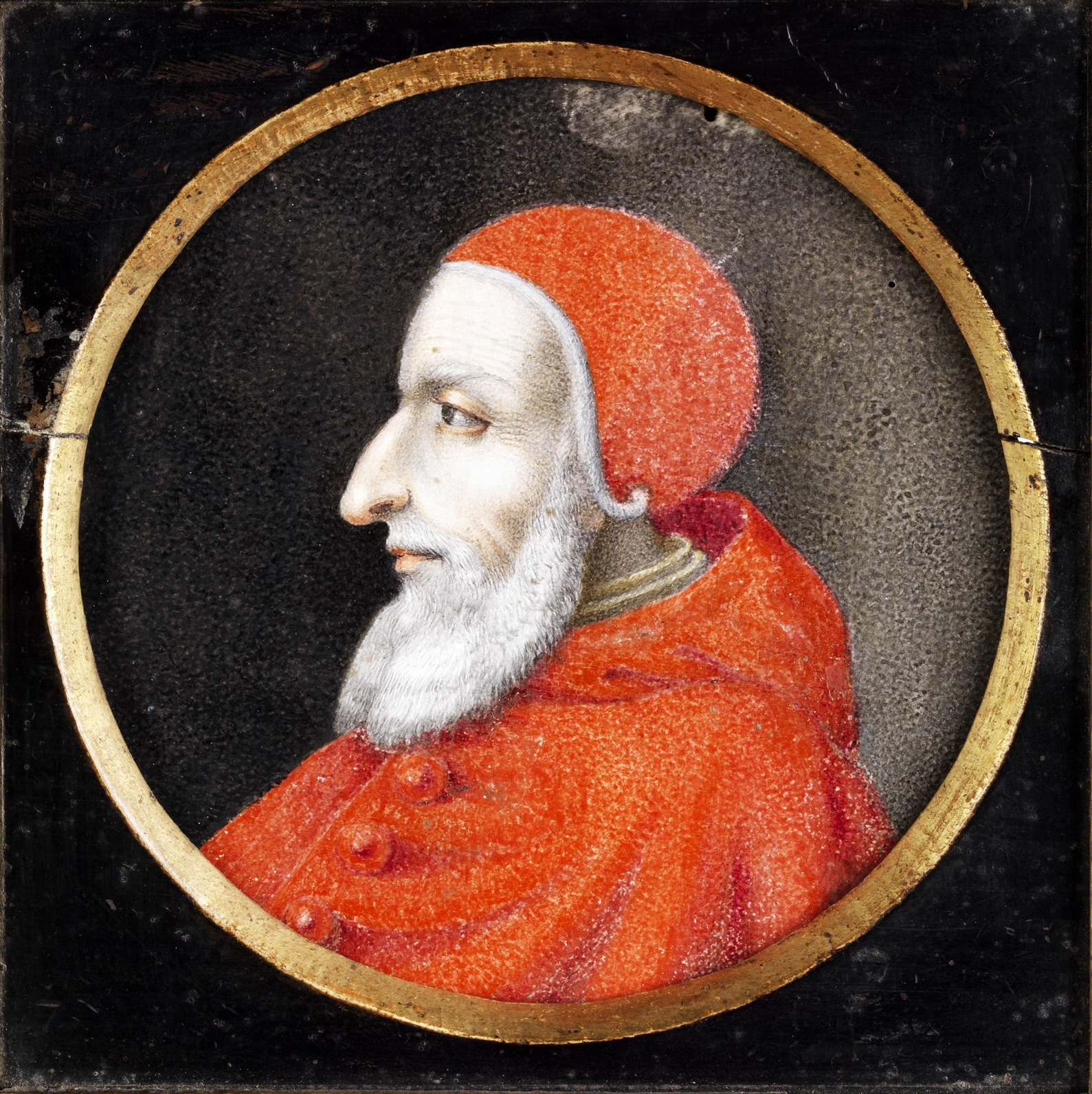
Julio II.

### Entra en religión
Sin embargo la familia tenía para él otros planes al margen de la vida militar: la precaria situación económica de los Colonna no permitía perder las pingûes rentas eclesiásticas de las que gozaba su tío Giovanni Colonna, y el hecho de que sus hermanos mayores ya se hubieran casado hizo recaer sobre Pompeo la responsabilidad de sucederle. 
A regañadientes cedió a la voluntad de sus tíos Próspero y Giovanni, y a los 28 años tomó el estado eclesiástico. Fue nombrado protonotario apostólico, y tras la muerte en 1508 del tío Giovanni, le sucedió como abad de Subiaco y Grottaferrata y obispo de Rieti, aunque su carácter estaría siempre «más inclinado a la milicia que al clero».
Entretanto, una nueva guerra se avecinaba. Ese mismo año el papa pactaba con Francia, España y el Imperio la Liga de Cambrai para contener los avances de Venecia en el norte de Italia, pero poco después la alianza se torcía hasta dejar al papa y a los venecianos unidos contra Francia.
Los cardenales Carvajal, Borgia, Briçonnet, Prie y Sanseverino, con el apoyo de Luis XII de Francia y Maximiliano I de Habsburgo, organizaban el Concilio de Pisa con la intención de deponer al papa.
En agosto de 1511, de regreso de la toma de Mirandola, Julio II enfermó tan gravemente que por Roma se extendió el rumor de su próxima muerte, y Pompeo encabezó un motín popular en el que se pedía el final de la opresión a la que el clero tenía sometido a la ciudad, la creación de cardenales romanos, la abolición de las gabelas y la restauración de los antiguos derechos del pueblo romano. La revuelta quedó en nada cuando el papa recuperó la salud.
El cardenal Pietro Isvalies, que ejercía como legado en la Romaña, había fallecido cuando iba de camino a Roma mal informado de la muerte del papa, y Julio II designó a Pompeo como su sucesor pensando que en una provincia problemática, entre los tumultos de los franceses, los Bentivoglio y los ferrarenses se necesitaría un hombre enérgico como Pompeo. 
Sin embargo pronto revocó su nombramiento: su primo Fabrizio Colonna estaba casado con Inés, hermana del difunto duque de Urbino Guidobaldo de Montefeltro; tras la muerte de Guidobaldo el gobierno del ducado había pasado a su sobrino Francesco Maria della Rovere, sobrino también del papa, y si Pompeo tomaba la legación, los Colonna tendrían la facilidad de meter sus tropas en Urbino. 
Pompeo buscó la intermediación del embajador Vich y solicitó audiencia al papa, pero temeroso de una represalia por los hechos ocurridos durante su enfermedad, se presentó ante el palacio pontificio con una cohorte de familiares y amigos armados; el papa se negó a recibirle, y Pompeo, indignado por la desconfianza de que le hacía objeto y decidido a vengarse, salió de Roma, pasó a Nemi y junto con sus hermanos Marcello y Giulio, Roberto Orsini y Pietro Margano, consiguieron de los franceses 20.000 ducados de oro para armar un ejército con el que enfrentar al papa. 
Estos planes chocaban de plano con los de Prospero Colonna, que por no perder las buenas relaciones de la familia con el papa y con el rey aragonés intentó reducir a los jóvenes a la obediencia. Estos se retiraron a Subiaco, que guarnecieron en espera de la llegada de las fuerzas papales.
El papa le privó del obispado y de todos sus beneficios eclesiásticos.
Por estas fechas se libró la cruenta batalla de Rávena: a pesar de la muerte de su líder Gastón de Foix, los franceses habían roto el ejército de la Santa Liga, Ramón de Cardona estaba huido, Fabrizio Colonna, Pedro Navarro y Giovanni de Médici estaban presos, y todo hacía presagiar que ahora los franceses marcharían sobre Roma, pero finalmente dieron la vuelta hacia el norte para abandonar Italia. Julio II se mostraba condescendiente y por mediación de Marcantonio se ofrecía a restituirle el obispado a Pompeo, que seguía enrocado en Subiaco.

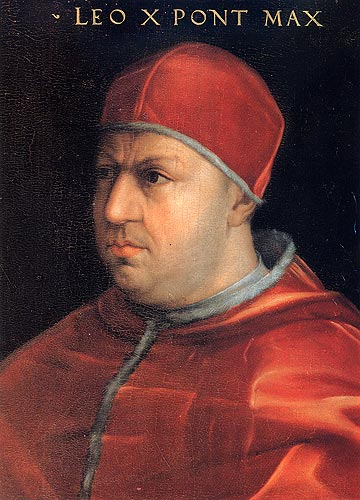
León X.

### Pontificado de León X
Murió Julio II en febrero de 1513 y Pompeo marchó con su gente sobre Roma con la intención de asaltar el palacio del cardenal Dei Monti, que ahora tenía la diócesis de Rieti, y la casa del fiscal Mariano Cuccini que había llevado el proceso criminal en que había sido condenado, pero su tío Fabrizio le convenció de que para recuperar sus derechos sería más efectivo entrar por las buenas. Así lo efectuó, y por medio del emisario Andrea della Valle el Colegio Cardenalicio le encargó mantener el orden en la ciudad durante la sede vacante. 
Tras el cónclave de 1513 el nuevo papa León X le restituyó el obispado y demás prebendas.
Fue por estas fechas que murió su hermano Girolamo en el asedio de Siena.
Pasó los dos años siguientes en Roma, deleitándose entre banquetes, fiestas, jornadas de caza y funciones teatrales tan frecuentes en la corte leonina, e intervino en el Concilio de Letrán.
 
Formaba parte del séquito papal cuando en 1515 se entrevistaron en Bolonia León X y Francisco I de Francia, y tras el encuentro acompañó al rey francés para interceder en la liberación de Prospero, que había sido hecho prisionero por los franceses ese mismo año. Las condiciones de su liberación incluían la obligación para Prospero de combatir en el bando francés si así le fuese requerido, y para que este punto no pareciese una traición al emperador, de quien los Colonna eran feudatarios, poco después Pompeo viajó a Baviera a la corte de Maximiliano I de Habsburgo para confirmar la lealtad de la familia al Sacro Imperio Romano Germánico. Maximiliano le encargó la embajada de llegarse hasta Flandes con la misión de evitar que el quinceañero príncipe Carlos, siguiendo el consejo de su mentor Guillermo de Croy, contrajera matrimonio con la hija del rey francés según los acuerdos estipulados entre ambos. 

### Cardenalato
Seguía en Flandes cuando recibió la inesperada noticia de su elevación al cardenalato, y cuando recibió las insignias cardenalicias de manos de Luigi d'Aragona. 
Era el caso que en la primavera de 1517 se había descubierto una conspiración contra la vida de León X: 
el cardenal Alfonso Petrucci, «mancebo liviano y de muy poca discreción, vano y hablador, y sin ninguna manera de secreto ni recatamiento», no ocultaba su rencor para con el papa por el apoyo que éste había dado a su primo Raffaello Petrucci en las disputas por el gobierno de Siena; el papa mandó interceptar su correspondencia, y descubrió que lo que pretendía Petrucci era envenenar al pontífice valiéndose para ello del cirujano Giovanni Battista da Vercelli, que debía tratarle de su fístula. 
En la conjura estuvieron envueltos en distinto grado los cardenales Sauli, Riario, Soderini y Castellesi, y ante el alto número y dignidad de los participantes involucrados, el papa decidió llevar a cabo una profunda renovación del Colegio Cardenalicio concediendo capelos a candidatos de su confianza: en el consistorio de julio del mismo año creó 31 nuevos cardenales, entre ellos al propio Colonna.
De regreso en Italia, en noviembre Pompeo recibió el capelo y el título de los Santos XII Apóstoles, y se estableció en Roma. 
Murió en 1520 Fabrizio.

### Pontificado de Adriano VI

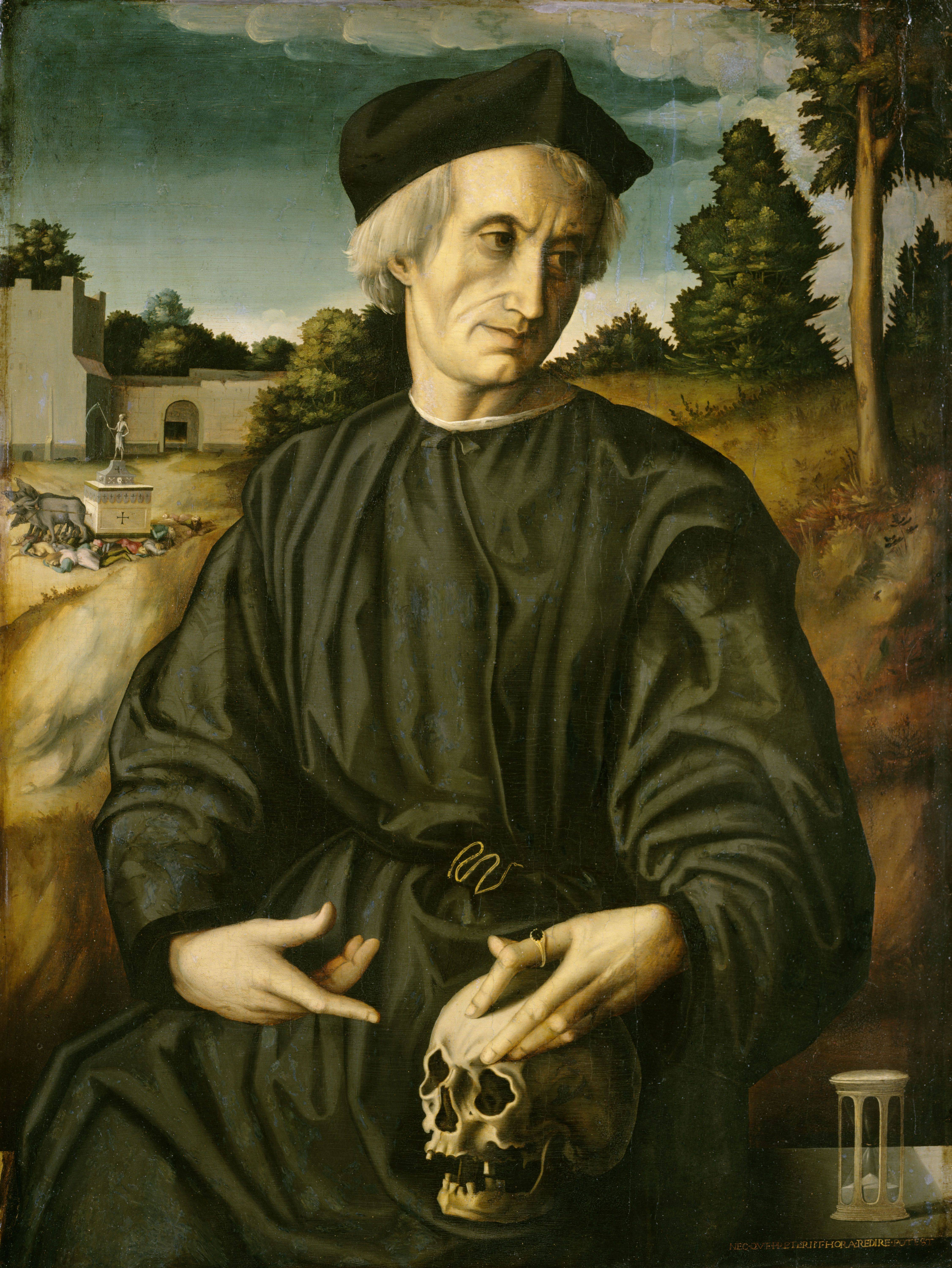
Adriano VI.

En el cónclave de 1521-22 Colonna fue uno de los cardenales electores que con mayor vigor se opusieron a la candidatura de Giulio de Medici y a cualquiera de sus recomendados, a pesar de ser éste el candidato del emperador, representado en Roma por su embajador Juan Manuel, señor de Belmonte, a quien tan afines eran los Colonna. 
Finalmente fue elegido papa Adriano VI, flamenco de nacimiento que por aquel entonces ejercía como regente de Castilla al servicio del emperador. 
El Colegio Cardenalicio diputó a los cardenales Colonna, Orsini y Cesarini para viajar a su encuentro a España, donde se encontraba el electo, aunque los dos primeros nunca llegaron a emprender el viaje. 
Italia estaba sumida en la anarquía: además de las revoluciones en Urbino, la Romaña y Perugia, Franceso Maria della Rovere atacaba Siena, los Bentivoglio y Guido Rangone iban sobre Bolonia, proseguía la Guerra italiana de 1521-1526 en Lombardía, los lansquenetes de Georg Frundsberg derrotaban a los suizos en Bicocca; Prospero Colonna, el marqués de Pescara y Sforza forzaban al francés Lautrec a retirarse, Ottaviano Fregoso y Pedro Navarro se rendían en Génova, los imperiales quedaban dueños de casi todo el norte italiano, los Orsini se alzaban en armas en la Toscana y Umbría, los Colonna cavilaban cómo combatirlos, los bandidos infestaban los caminos, mientras en Roma se extendía la peste y pasaban los meses con la silla papal vacante, los franceses reclamaban la celebración de otro cónclave, se temía un nuevo Aviñón en España, se rumoreaba la muerte de Adriano, que demorado por los preparativos de la flota en Tarragona envió a Guillermo de Enckenvoirt como su procurador, se extendía el pillaje y el paganismo.
Pompeo estuvo en Frascati y en Subiaco, para volver nuevamente a Roma en febrero de 1522 y ser nombrado gobernador de Rieti, Amelia y Terni, hasta que con la llegada de Adriano en agosto, era uno de los encargados de recibirle en Civitavecchia y acompañarle a Roma. Durante el pontificado de éste formó parte de una comisión encargada de examinar la posibilidad de una alianza cristiana frente a los turcos de Suleiman Kanuni, y ofició como legado para Hungría recaudando fondos para armar a los bohemios. Durante un breve periodo de tiempo tuvo la administración de Catania, en Sicilia. Por estas fechas murió su hermano Marcantonio de un cañonazo en la defensa de Milán.

### Pontificado de Clemente VII

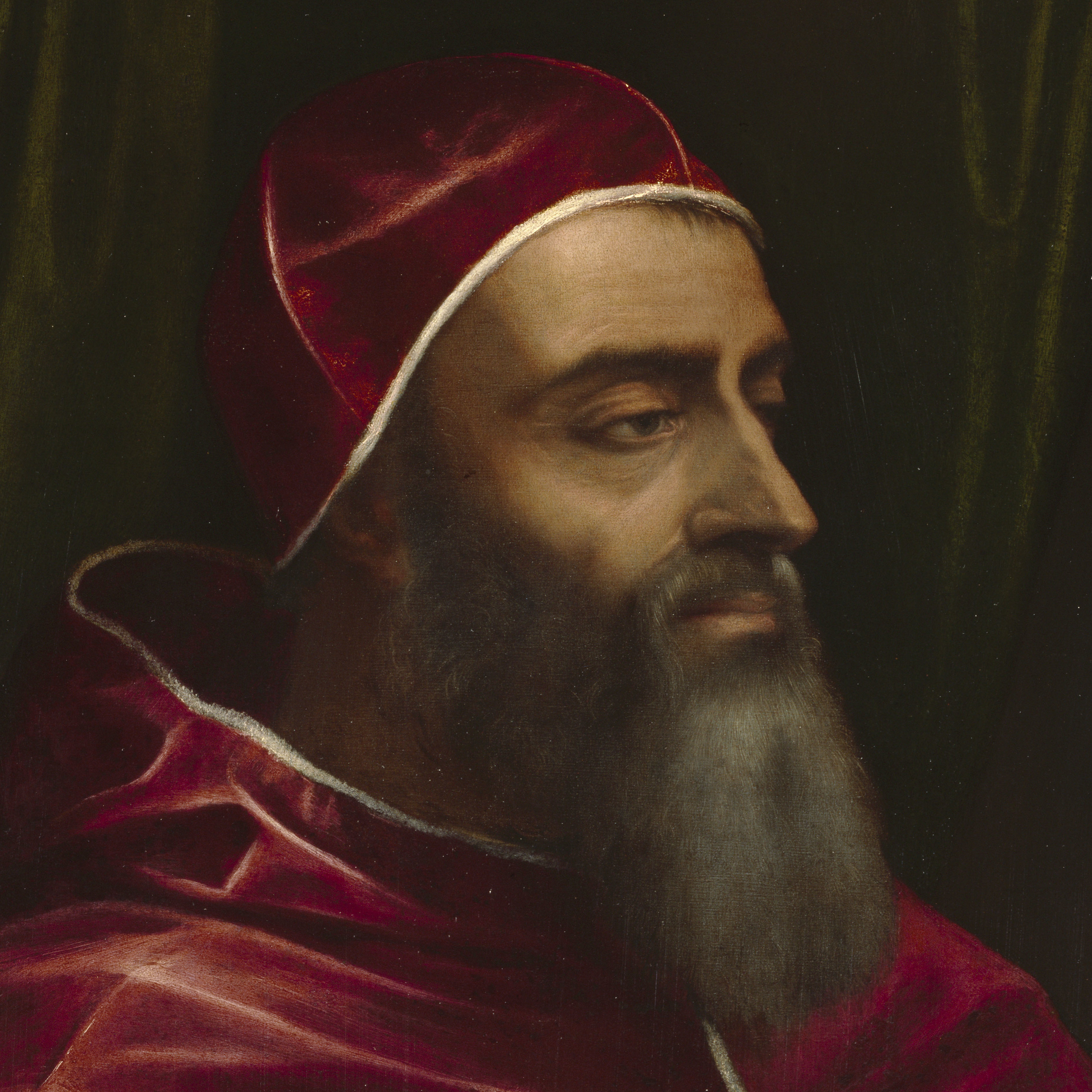
Clemente VII.

Murió Adriano en septiembre de 1523, y en el cónclave que siguió Colonna volvió a ser en principio uno de los más vehementes opositores a Giulio de Médici en favor de Domenico Giacobazzi, aunque posteriormente le apoyó ante la posibilidad de que fuera elegido su rival Franciotto Orsini.
 
En recompensa, en enero de 1524 fue nombrado vicecanciller y tomó el título de San Lorenzo in Damaso, recibió el palacio Riario y la administración de las diócesis de Acerno y de L'Aquila. 
Los primeros meses del pontificado de Clemente VII auguraban buenos tiempos: sin la severidad de Adriano ni la liviandad de León, versado en política y amante de las artes, su llegada al trono de San Pedro alimentó grandes esperanzas en la mayor parte de Europa, aunque bien pronto se reveló como un carácter irresoluto y voluble, que en su afán por permanecer neutral resultaba ambiguo. 
Sus intentos por conseguir una tregua entre franceses e imperiales resultaron infructuosos, y después de que el duque de Albany liderase una expedición contra Nápoles, a principios de 1525 firmaba una alianza con Francia, cosa que no sentó nada bien al emperador, que había sido su principal soporte en el ascenso al papado. 
Paralelamente, las relaciones entre el papa y el cardenal Colonna se iban enturbiando a medida que el primero abandonaba el partido filoimperial para acercarse al bando francés; todavía en abril celebraban juntos la liga pactada entre la Santa Sede y el reino de Nápoles, pero en octubre se destapaban las verdaderas intenciones de Clemente: su enviado Girolamo Morone trabajaba para formar una alianza entre Francia, los Estados Pontificios, Venecia y Milán contra el imperio, e intentaba atraer a su cuñado el marqués de Pescara prometiéndole el trono de Nápoles, pero éste descubría todo el plan. 
Colonna salió de Roma en dirección al feudo familiar amenazando con ir contra el papa, que justamente se negó a que participase en las conversaciones que el duque de Sessa dirigía para evitar que el pontífice se adhiriera a la liga antiimperial. Colonna proponía al emperador encabezar una revuelta antipapal en Roma, y en enero de 1526 Clemente VII publicaba una bula declarándole rebelde y exhortando a combatirle.

#### El asalto al Vaticano
En agosto ambas partes llegaban a un frágil acuerdo; los Colonna, que habían ocupado Anagni por la fuerza, se comprometían a retirar sus tropas de los Estados Pontificios, y el papa les concedía el perdón y revocaba el monitorio contra ellos. Vespasiano Colonna fue el artífice del acuerdo. 
Pero cuando Clemente retiró de Roma la guarnición armada, el 20 de septiembre de 1526 los Colonna irrumpieron en la ciudad con cinco mil hombres y saquearon la Ciudad del Vaticano, obligando al papa a refugiarse en el castillo Sant'Angelo. Con la intermediación de Hugo de Moncada, ambas partes acordaron una tregua que tampoco llegaría lejos. Dos días después los Colonna se retiraban de Roma con su gente, a disgusto de Pompeo, cuyas intenciones al decir de varios autores, eran asesinar al papa y ocupar su lugar.
 
En noviembre Clemente VII convocaba un consistorio en el que conminaba a Pompeo a disculparse de sus pasados actos; éste se negaba, proponiendo la celebración de un concilio en Alemania, y el papa mandaba asaltar la casa de Colonna en Roma y sus propiedades en la campiña romana, y le privaba del cardenalato y de todas sus dignidades y rentas eclesiásticas. 

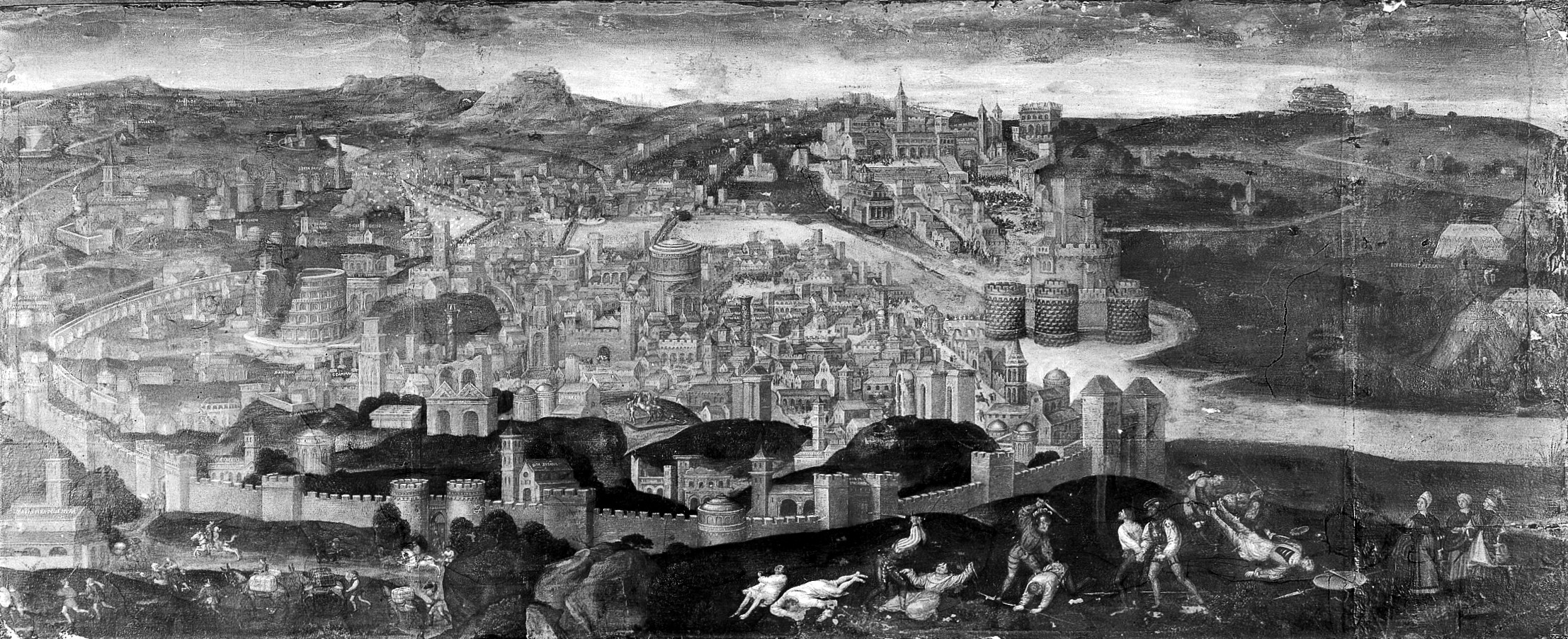
El saco de Roma.

#### El Saco de Roma
Entretanto, la guerra proseguía por todo Italia. A principios de 1527 el Condestable de Borbón tomaba el mando del ejército imperial, los españoles e italianos que habían estado asediando Milán y los lansquenetes de Georg Frundsberg llegados de Alemania. Sin provisiones ni pagas, los hombres amenazaban constantemente con amotinarse, y el de Borbón les contenía a duras penas con la esperanza del botín que produciría el saqueo de una gran ciudad. 
En marzo el papa firmaba con los enviados del emperador Cesare Ferramosca y Francisco de Quiñones una tregua por ocho meses, el pago de 60.000 escudos al ejército imperial, la restitución de Pompeo Colonna en el cardenalato y la restitución mutua de los territorios ocupados, pero el de Borbón exigía como mínimo 200.000 escudos para evacuar sus tropas. Incapaz de sujetar a sus hombres, evitó el enfrentamiento con el ejército de la Liga en Florencia, y a principios de mayo se presentó ante las murallas de Roma. 
El día 6 las defensas de Roma cedieron ante el ataque de los imperiales. Muerto el de Borbón en el primer asalto, los soldados entraron a saco en la ciudad.
En 1528 tuvo lugar la batalla naval en la que murió Hugo de Moncada y en la que cayó preso su primo Ascanio, a quien tuvo que rescatar.
| «No hubo nadie que más soberbiamente despreciara y se burlara de la arrogancia de los hombres soberbios; y por el contrario con los apacibles y modestos muy apaciblemente usaba de todos los oficios de la humanidad». |

### Virrey de Nápoles

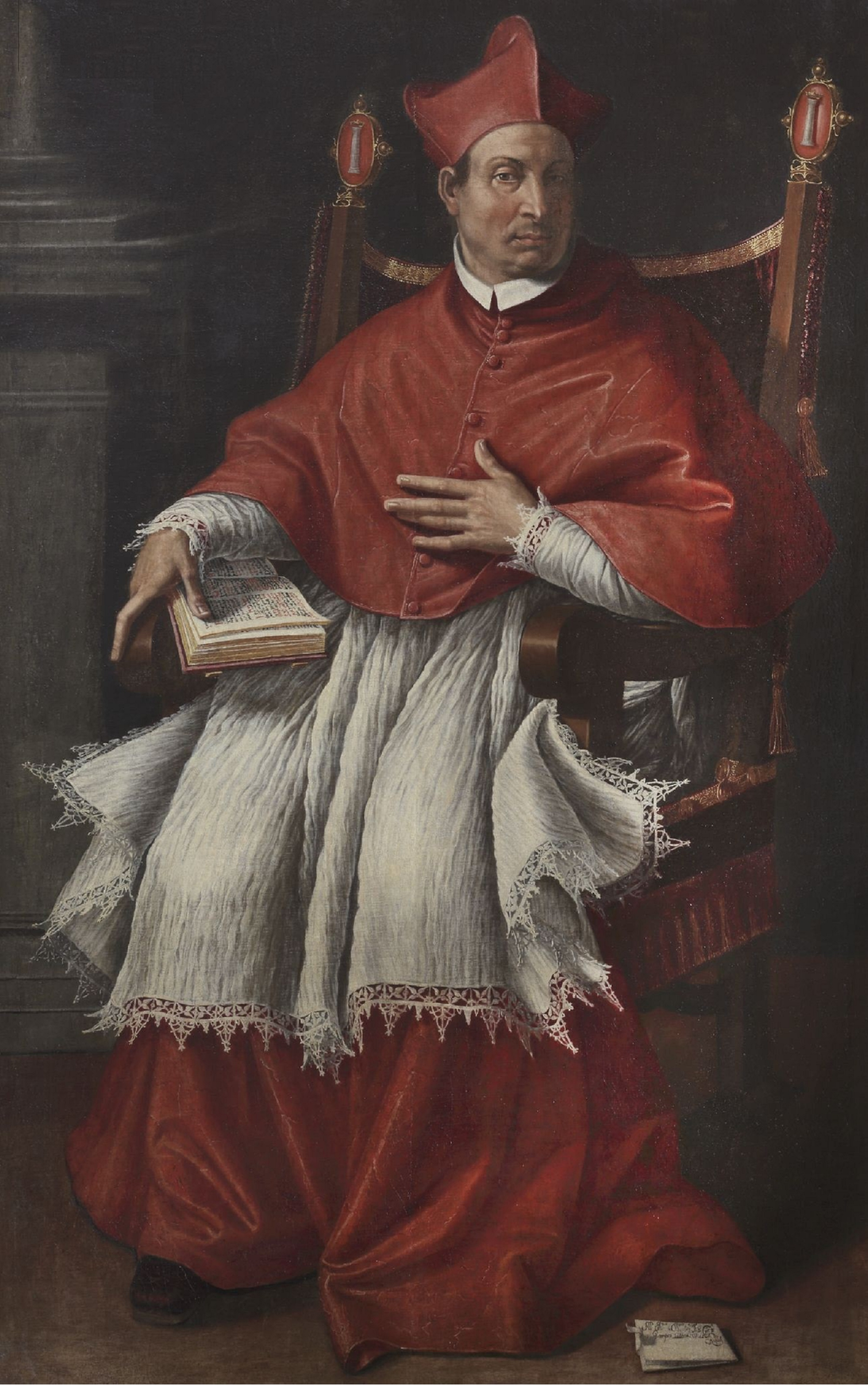
El cardenal Colonna, retratado por Sebastiano del Piombo.

Se encontraba en Gaeta cuando en 1529 el virrey de Nápoles Filiberto de Chalôns partió a la guerra de Florencia, y el emperador Carlos V le nombró lugarteniente general del reino; a la muerte de Chalons en la batalla de Gavinana, en 1530  le nombró virrey titular, y al mismo tiempo arzobispo de Monreale, en Sicilia.
La situación en el reino no era fácil de dirigir; con las costas amenazadas por las correrías de corsarios franceses y piratas turcos, y el interior plagado de bandidos y de tropas mercenarias indisciplinadas y mal pagadas, después de tres décadas de guerras y epidemias de peste, Nápoles se encontraba prácticamente en la ruina económica, con la justicia abandonada y las costumbres muy relajadas.
De su gobierno en Nápoles cabe destacar el episodio en el que ordenó amputar la mano a su gentilhombre Giambattista Alois por haber abofeteado a otro de sus sirvientes, a pesar de la mediación en su favor de Isabella Villamarino y de su prima Vittoria Colonna, la ejecución de los hermanos Cola Giovanni y Giulio Monti, que aprovechando el cargo político del primero practicaban la amenaza y la extorsión, o el saqueo de Aversa por las tropas imperiales amotinadas por la falta de paga, que fueron finalmente apaciguadas por la presencia del marqués del Vasto.
Pero sobre todo su principal preocupación fueron sus desavenencias con las autoridades locales por la implantación de nuevos impuestos. 
La guerra contra Francia había terminado con la Paz de Cambrai, pero ahora los turcos reanudaban sus ataques contra Hungría, y se necesitaba una fuerte suma para hacerles frente; siguiendo las indicaciones de Carlos V, Colonna convocó un parlamento general en el que requirió la recaudación de 600.000 ducados; el reino ya había dado el año anterior 300.000 ducados con motivo de la coronación del emperador, y las autoridades locales pretendieron que la cantidad ya satisfecha estuviera incluida en la requerida, pero Colonna se mantuvo firme en sus exigencias. Los napolitanos diputaron al príncipe de Salerno Ferrante Sanseverino para que viajase a presentar sus reclamaciones ante el emperador; el cardenal rehusó autorizar la salida del de Salerno, y finalmente fue Giovanni Paolo Coraggio, hombre de confianza del virrey de Sicilia Ettore Pignatelli, quien en secreto llegó a Bruselas para dar cuenta de los abusos de Colonna en el gobierno de Nápoles, consiguiendo que Carlos V le relevara del virreinato.

Murió en junio de 1532 a los 53 años de edad en su villa de Chiaia antes de que Coraggio volviese de Bruselas. Se rumoreó que había sido envenenado por su criado Filippetto, que podría haber actuado por encargo de algún importante personaje de Roma o de alguna mujer desairada, aunque el médico Agostino Nifo, que lo trató durante su enfermedad y se halló presente en el embalsamamiento del cuerpo, declaró no haber encontrado indicios de que así hubiera sido. 
Fue sepultado en la iglesia de Monteoliveto de Nápoles. 
Dejó escritos algunos poemas y un libro titulado De laudibus mulierum, dedicado a su prima Vittoria Colonna, viuda del marqués de Pescara, que se conserva manuscrito en la Biblioteca Vaticana.

«Fue uno de los mayores cardenales que hubo en nuestra época, tanto por la majestad de su presencia ... como porque parecía más digno del imperio que ninguno de los otros, pareciéndole indigno hacerlo de otra manera cuando se llevaba por la razón; pero cuando se guiaba por su naturaleza (como lo hacía casi siempre) se inclinaba a la acción del mundo, al manejo de los estados y sobre todo al de las armas».